# بطولة آسيا للشباب تحت 19 عاما 2008
كانت بطولة آسيا للشباب تحت 19 عاما 2008 النسخة الخامسة والثلاثون من هذه المسابقة التي ينظمها الاتحاد الآسيوي لكرة القدم، واستضافتها السعودية بين 31 أكتوبر و14 نوفمبر. لعبت المباريات في الدمام والخبر، الواقعتين في المنطقة الشرقية.

## التصنيف
| الوعاء 1                                             | الوعاء 2                                            | الوعاء 3                                               | الوعاء 4                          |
| ---------------------------------------------------- | --------------------------------------------------- | ------------------------------------------------------ | --------------------------------- |
| كوريا الشمالية · اليابان · كوريا الجنوبية · الأردن · | الصين · العراق · السعودية (المضيف) · كوريا الشمالية | إيران · تايلاند · الإمارات العربية المتحدة · طاجيكستان | سوريا · أوزبكستان · اليمن · لبنان |

## القرعة
أجريت القرعة يوم 6 أبريل 2008 في الدمام، السعودية.

## مرحلة المجموعات
جميع الأوقات حسب التوقيت المحلي (ت ع م+3).

### المجموعة أ
| فريق     | لعب | ف | ت | خ | له | عليه | ف.أ | نقاط |
| -------- | --- | - | - | - | -- | ---- | --- | ---- |
| اليابان  | 3   | 2 | 1 | 0 | 10 | 3    | +7  | 7    |
| السعودية | 3   | 2 | 1 | 0 | 7  | 3    | +4  | 7    |
| إيران    | 3   | 1 | 0 | 2 | 5  | 6    | −1  | 3    |
| اليمن    | 3   | 0 | 0 | 3 | 1  | 11   | −10 | 0    |

| اليابان                                                   | 5–0   | اليمن |
| --------------------------------------------------------- | ----- | ----- |
| ميزونوما 12'، 53' · ناغاي 32' · ياماموتو 52' · سوزوكي 55' | تقرير |       |

| السعودية                          | 2–1   | إيران               |
| --------------------------------- | ----- | ------------------- |
| أبو سبعان 9' (ركلة.) · العابد 87' | تقرير | حاج صفي 35' (ركلة.) |

| اليمن    | 1–4   | السعودية                                |
| -------- | ----- | --------------------------------------- |
| موسى 31' | تقرير | العابد 11' · جيزاوي 47'، 85' · خضري 83' |

| إيران                   | 2–4   | اليابان                          |
| ----------------------- | ----- | -------------------------------- |
| حاج صفي 20' · موسوي 26' | تقرير | مييازاوا 1' · ناغاي 7'، 33'، 77' |

| اليابان      | 1–1   | السعودية   |
| ------------ | ----- | ---------- |
| ميزونوما 65' | تقرير | القرني 57' |

| إيران                       | 2–0   | اليمن |
| --------------------------- | ----- | ----- |
| موسوي 19' · علي محمدي 90+1' | تقرير |       |

### المجموعة ب
| فريق                     | لعب | ف | ت | خ | له | عليه | ف.أ | نقاط |
| ------------------------ | --- | - | - | - | -- | ---- | --- | ---- |
| الإمارات العربية المتحدة | 3   | 3 | 0 | 0 | 6  | 2    | +4  | 9    |
| كوريا الجنوبية           | 3   | 2 | 0 | 1 | 4  | 2    | +2  | 6    |
| العراق                   | 3   | 1 | 0 | 2 | 3  | 5    | −2  | 3    |
| سوريا                    | 3   | 0 | 0 | 3 | 1  | 5    | −4  | 0    |

| كوريا الجنوبية      | 1–0   | سوريا |
| ------------------- | ----- | ----- |
| كيم يونغ-غوون 90+3' | تقرير |       |

| العراق   | 1–2   | الإمارات العربية المتحدة |
| -------- | ----- | ------------------------ |
| عودة 84' | تقرير | الكمالي 65' · فوزي 75'   |

| سوريا      | 1–2   | العراق        |
| ---------- | ----- | ------------- |
| السومة 87' | تقرير | عودة 51'، 61' |

| الإمارات العربية المتحدة   | 2–1   | كوريا الجنوبية   |
| -------------------------- | ----- | ---------------- |
| خليل 90+2' · الفردان 90+3' | تقرير | كيم دونغ-سوب 28' |

| سوريا | 0–2   | الإمارات العربية المتحدة |
| ----- | ----- | ------------------------ |
|       | تقرير | الكمالي 54' · فوزي 90'   |

| كوريا الجنوبية                    | 2–0   | العراق |
| --------------------------------- | ----- | ------ |
| كيم بو-كيونغ 23' · مون كي-هان 87' | تقرير |        |

### المجموعة ج
| فريق           | لعب | ف | ت | خ | له | عليه | ف.أ | نقاط |
| -------------- | --- | - | - | - | -- | ---- | --- | ---- |
| الصين          | 3   | 2 | 1 | 0 | 9  | 1    | +8  | 7    |
| كوريا الشمالية | 3   | 1 | 2 | 0 | 5  | 1    | +4  | 5    |
| طاجيكستان      | 3   | 1 | 1 | 1 | 6  | 8    | −2  | 4    |
| لبنان          | 3   | 0 | 0 | 3 | 2  | 12   | −10 | 0    |

| كوريا الشمالية                                                         | 4–0   | لبنان |
| ---------------------------------------------------------------------- | ----- | ----- |
| آن إيل-بوم 15' · جو جونغ-تشول 32' · ري سانغ-تشول 64' · ري هيونغ-مو 90' | تقرير |       |

| الصين                                                                                    | 6–0   | طاجيكستان |
| ---------------------------------------------------------------------------------------- | ----- | --------- |
| واصييف 19' (هـ.ذ.) · جو لياو 21'، 33' · جانغ يوان 28' · تساو يوندينغ 41' · بياو تشنغ 45' | تقرير |           |

| لبنان      | 1–3   | الصين                                          |
| ---------- | ----- | ---------------------------------------------- |
| مناع 45+2' | تقرير | تان يانغ 58' · هوي جياكانغ 64' · جو لياو 90+1' |

| طاجيكستان      | 1–1   | كوريا الشمالية   |
| -------------- | ----- | ---------------- |
| شاهزوخوروف 58' | تقرير | آن إيل-بوم 90+1' |

| كوريا الشمالية | 0–0   | الصين |
| -------------- | ----- | ----- |
|                | تقرير |       |

| طاجيكستان                                                                       | 5–1   | لبنان    |
| ------------------------------------------------------------------------------- | ----- | -------- |
| طاهروف 11' · شاهزوخوروف 54' (ركلة.)، 90+4' (ر.ج.) · توختاسونوف 55' · واصييف 83' | تقرير | زريق 42' |

### المجموعة د
| فريق      | لعب | ف | ت | خ | له | عليه | ف.أ | نقاط |
| --------- | --- | - | - | - | -- | ---- | --- | ---- |
| أستراليا  | 3   | 2 | 1 | 0 | 4  | 2    | +2  | 7    |
| أوزبكستان | 3   | 2 | 1 | 0 | 3  | 1    | +2  | 7    |
| تايلاند   | 3   | 1 | 0 | 2 | 3  | 4    | −1  | 3    |
| الأردن    | 3   | 0 | 0 | 3 | 3  | 6    | −3  | 0    |

| الأردن | 0–1   | أوزبكستان   |
| ------ | ----- | ----------- |
|        | تقرير | ميرزائيف 3' |

| أستراليا  | 1–0   | تايلاند |
| --------- | ----- | ------- |
| مانرو 20' | تقرير |         |

| أوزبكستان  | 1–1   | أستراليا    |
| ---------- | ----- | ----------- |
| كريموف 37' | تقرير | مينيكون 48' |

| تايلاند                                       | 3–2   | الأردن                       |
| --------------------------------------------- | ----- | ---------------------------- |
| ناموانغراك 28' · سريتشالوانغ 63' · نوبروم 65' | تقرير | أبو حويطي 80' · الرواشدة 87' |

| تايلاند | 0–1   | أوزبكستان   |
| ------- | ----- | ----------- |
|         | تقرير | موسائيف 34' |

| الأردن       | 1–2   | أستراليا                       |
| ------------ | ----- | ------------------------------ |
| بني عطية 81' | تقرير | لوييتش 40' · رايال 71' (ركلة.) |

## مرحلة خروج المغلوب
|  | ربع النهائي              | ربع النهائي              |                          |   | نصف النهائي | نصف النهائي |  |  | النهائي | النهائي |
|  |                          |                          |                          |   |             |             |  |  |         |         |
|  | 8 نوفمبر - الدمام        |                          |                          |   |             |             |  |  |         |         |
|  |                          |                          |                          |   |             |             |  |  |         |         |
|  | اليابان                  | 0                        |                          |   |             |             |  |  |         |         |
|  | اليابان                  | 0                        | 11 نوفمبر - الدمام       |   |             |             |  |  |         |         |
|  | كوريا الجنوبية           | 3                        |                          |   |             |             |  |  |         |         |
|  | كوريا الجنوبية           | 3                        | كوريا الجنوبية           | 0 |             |             |  |  |         |         |
|  | 8 نوفمبر - الخبر         |                          | كوريا الجنوبية           | 0 |             |             |  |  |         |         |
|  |                          |                          | أوزبكستان                | 1 |             |             |  |  |         |         |
|  | الصين                    | 0 (3)                    | أوزبكستان                | 1 |             |             |  |  |         |         |
|  | الصين                    | 0 (3)                    | 14 نوفمبر - الدمام       |   |             |             |  |  |         |         |
|  | أوزبكستان (ج.)           | 0 (4)                    |                          |   |             |             |  |  |         |         |
|  | أوزبكستان (ج.)           | 0 (4)                    | أوزبكستان                | 1 |             |             |  |  |         |         |
|  | 8 نوفمبر - الدمام        |                          | أوزبكستان                | 1 |             |             |  |  |         |         |
|  |                          | الإمارات العربية المتحدة | 2                        |   |             |             |  |  |         |         |
|  | الإمارات العربية المتحدة | الإمارات العربية المتحدة | 2                        | 1 |             |             |  |  |         |         |
|  | الإمارات العربية المتحدة | 11 نوفمبر - الدمام       |                          | 1 |             |             |  |  |         |         |
|  | السعودية                 | 0                        |                          |   |             |             |  |  |         |         |
|  | السعودية                 | 0                        | الإمارات العربية المتحدة | 3 |             |             |  |  |         |         |
|  | 8 نوفمبر - الخبر         |                          | الإمارات العربية المتحدة | 3 |             |             |  |  |         |         |
|  |                          |                          | أستراليا                 | 0 |             |             |  |  |         |         |
|  | أستراليا (ب.و.إ.)        | 2                        | أستراليا                 | 0 |             |             |  |  |         |         |
|  | أستراليا (ب.و.إ.)        | 2                        |                          |   |             |             |  |  |         |         |
|  | كوريا الشمالية           | 1                        |                          |   |             |             |  |  |         |         |
|  | كوريا الشمالية           | 1                        |                          |   |             |             |  |  |         |         |
|  |                          |                          |                          |   |             |             |  |  |         |         |

### ربع النهائي
| اليابان | 0–3   | كوريا الجنوبية                                          |
| ------- | ----- | ------------------------------------------------------- |
|         | تقرير | يو جي-نو 21' · تشو يونغ-تشيول 84' · تشوي جونغ-هان 90+2' |

| الإمارات العربية المتحدة | 1–0   | السعودية |
| ------------------------ | ----- | -------- |
| عوانة 64'                | تقرير |          |

| الصين | 0–0 (ب.و.إ.) | أوزبكستان |
| ----- | ------------ | --------- |
|       | تقرير        |           |

| أستراليا         | 2–1 (ب.و.إ.) | كوريا الشمالية     |
| ---------------- | ------------ | ------------------ |
| نيكولز 12'، 115' | تقرير        | ميونغ تشا-هيون 54' |

### نصف النهائي
| كوريا الجنوبية | 0–1   | أوزبكستان  |
| -------------- | ----- | ---------- |
|                | تقرير | كريموف 17' |

| الإمارات العربية المتحدة      | 3–0   | أستراليا |
| ----------------------------- | ----- | -------- |
| خليل 4' · عيسى 12' · هيكل 85' | تقرير |          |

### النهائي
| أوزبكستان   | 1–2   | الإمارات العربية المتحدة |
| ----------- | ----- | ------------------------ |
| تورائيف 64' | تقرير | خليل 33'، 72'            |

## الفائز
| فائز بطولة آسيا تحت 19 سنة لكرة القدم 2008 |
| ------------------------------------------ |
| · الإمارات العربية المتحدة · للمرة الأولى  |

## الجوائز
| أفضل لاعب | الهداف                  | جائزة اللعب النظيف |
| --------- | ----------------------- | ------------------ |
| أحمد خليل | أحمد خليل كينسوكي ناغاي | أوزبكستان          |

## مسجلي الأهداف
4 أهداف
- أحمد خليل
- كينسوكي ناغاي

3 أهداف
- جو لياو
- علي عودة
- كوتا ميزونوما
- صمد شاهزوخوروف

هدفين
- شيرزادبيك كريموف
- ميتش نيكولز
- نواف العابد
- عبد الرحيم جيزاوي
- إحسان حاج صفي
- إيمان موسوي
- آن إيل-بوم
- محمد فوزي
- حمدان الكمالي

هدف
- ميلوش لوييتش
- سباستيان رايال
- سام مانرو
- تاج مينيكون
- تساو يوندينغ
- هوي جياكانغ
- بياو تشنغ
- تان يانغ
- جانغ يوان
- جلال الدين علي محمدي
- كوسوكي ياماموتو
- جون سوزوكي
- هيروكي مييازاوا
- عامر أبو حويطي
- يوسف الرواشدة
- خليل بني عطية
- يو جي-نو
- تشوي جونغ-هان
- تشو يونغ-تشيول
- كيم يونغ-غوون
- كيم دونغ-سوب
- كيم بو-كيونغ
- مون كي-هان
- محمد أبو سبعان
- عمر خضري
- محمد القرني
- قاسم مناع
- أحمد زريق
- جو جونغ-تشول
- ري سانغ-تشول
- ري هيونغ-مو
- ميونغ تشا-هيون
- عمر السومة
- دافرونجون توختاسونوف
- فرهاد طاهروف
- فرهاد واصييف
- يودراك نامويانغراك
- أنوسورن سريتشالونغ
- أتابونغ نوبروم
- ذياب عوانة
- راشد عيسى
- حبيب الفردان
- عبد العزيز هيكل
- دافرون ميرزائيف
- فاضل موسائيف
- كنجا تورائيف
- عبد الله موسى

هدف ذاتي
- فرهاد واصييف (لعب ضد الصين)

## روابط خارجية
- التفاصيل على AFC.com